# Faraulep
Faraulep o Atolón de Faraulep (del inglés: Faraulep Atoll) es un atolón de coral de tres islas en las Islas Carolinas centrales en el Océano Pacífico, forma un distrito legislativo en el estado de Yap en los Estados Federados de Micronesia. Su superficie total es de solo 0,422 kilómetros cuadrados, pero encierra una profunda laguna central de 7 kilómetros cuadrados con una sola abertura en el lado suroeste. Faraulep se encuentra aproximadamente a 100 kilómetros al suroeste de Gaferut, a 150 kilómetros al noreste de Woleai, y a 700 kilómetros al este de Yap.  